# Marek Sokołowski (gitarzysta)
Marek Sokołowski (ur. 13 kwietnia?/25 kwietnia 1818 w Pohrebyszczu koło Żytomierza, zm. 25 grudnia 1883?/6 stycznia 1884 w Wilnie) – polski gitarzysta i kompozytor.

## Życiorys
W dzieciństwie sam nauczył się gry na gitarze. W wieku 10 lat rozpoczął naukę gry na fortepianie. Po przeniesieniu się rodziny do Berdyczowa rozpoczął naukę w gimnazjum w Żytomierzu.
W maju 1841 po raz pierwszy wystąpił na estradzie koncertowej w Żytomierzu. W roku 1846 wystąpił w Moskwie. W roku 1856 udał się na kurację do Austrii, gdzie zapoznał się z dziesięciostrunową gitarą konstrukcji Johanna Gottfrieda Scherzera z dwoma gryfami i podwójnym dnem, nazwaną harfogitarą. W 1858 roku wyruszył w podróż koncertową po krajach europejskich. Na początku roku 1859 wystąpił w Teatrze Wielkim w Warszawie. Krytycy porównywali jego grę do występów Stanisława Ignacego Szczepanowskiego (1811-1877). W tym samym roku wystąpił w Wilnie. W tym mieście zamieszkał w roku 1877 na stałe i tam pozostał do końca życia.
Marek Sokołowski skomponował wiele utworów na gitarę.
Został pochowany na cmentarzu Na Rossie. W roku 2010 jego grobowiec został poddany konserwacji.